# Conophytum concavum
Conophytum concavum är en isörtsväxtart som beskrevs av L. Bol.. Conophytum concavum ingår i släktet Conophytum, och familjen isörtsväxter. Inga underarter finns listade i Catalogue of Life.